# Cabiria Andreian Cazacu
Pour les articles homonymes, voir Cazacu.
Cabiria Andreian Cazacu, née le 19 février 1928 à Iași et morte le 22 mai 2018 à Bucarest, est une mathématicienne roumaine, spécialiste d’analyse complexe, membre honoraire de l’Académie roumaine.

## Biographie
Le prénom de Cabiria Andreian Cazacu vient du nom de l'héroïne du film Cabiria, dont le scénario a été écrit en particulier par Gabriele D'Annunzio. Elle hérite son goût pour les mathématiques de son père, Ioan T. Ardeleanu, instituteur à Iași où elle nait et commence ses études. Réfugiée en 1944 à Bucarest avec sa famille, elle les termine à l’École centrale pour filles.
En 1949, elle est diplômée en mathématiques et, tout en étant assistante à la chaire du professeur Grigore Moisil, entame des recherches sous la direction de Simion Stoilow. Elle soutient en 1955 une thèse de doctorat sur la topologie des fonctions analytiques, intitulée « Suprafețe Riemann normal exhaustibile » (Surfaces de Riemann normalement exhaustibles) et devient alors la première femme parmi les maîtres de conférences à l’université.
En 1967, Cazacu obtient une habilitation avec le mémoire « Clase de acoperiri Riemann » (Classes de revêtements riemanniens) et est nommée professeure en 1968, dans la spécialité d’analyse complexe, toujours à la faculté de mathématiques de l’université de Bucarest. Pendant toute cette période, elle est aussi chercheuse scientifique à l’Institut de mathématiques Simion Stoilow de l’Académie roumaine (1951-1969) (honoraire à partir de 1969).
Elle occupe également diverses fonctions administratives dans l'enseignement supérieur et la recherche : cheffe du département d'analyse mathématique (1974-1975), doyenne de la faculté de mathématiques de l'université de Bucarest (1976-1984), directrice générale de l'Institut central de mathématiques.
Cabiria Andreian Cazacu participe à de nombreuses manifestations scientifiques en Roumanie et à l’étranger : elle est ainsi professeure invitée à la Freie Universität de Berlin, à l’université libre de Bruxelles, à l’université d'Helsinki (1975), de Łódź (1975), de Moncton (1982). Elle coorganise en particulier un séminaire d’analyse complexe roumano-finlandais, dont les actes sont publiés dans la collection des Lecture Notes de Springer.
Elle reçoit en 1964 le prix du Ministère de l’Éducation, en 1968 le prix Simion-Stoilow de l’Académie roumaine et est docteur honoris causa de l’université de Craiova. En 2006, elle devient membre honoraire de l'Académie roumaine.
Elle est l’épouse de Mircea Dimitrie Cazacu, ingénieur et professeur à l’institut polytechnique de Bucarest.

## Travaux scientifiques
Cabiria Andreian Cazacu s’intéresse d’abord à l'algèbre moderne, publiant son premier article (sous le nom de Cabiria Andreian) en 1951 sur les anneaux différentiels.
Elle se tourne ensuite durablement vers un des sujets les importants de la Roumanie des années 1950 et 1960, en particulier sous l’impulsion de Simion Stoilow, l’analyse complexe. Elle y fait de nombreuses contributions à l’étude topologique des fonctions analytiques, à la quasi-conformité, à la théorie des surfaces de Riemann et de Klein (en), à la théorie de Nevanlinna et aux espaces de Teichmuller.

## Sélection de publications
- « Sur la classe des surfaces de Riemann normalement exhaustibles et ses relations avec d'autres classes », Comptes rendus des séances hebdomadaires de l'Académie des sciences, vol. 242(19),‎ 1956, p. 2281–2283.

- « Sur les transformations pseudo-analytiques », Revue roumaine de mathématiques pures et appliquées, vol. 2,‎ 1957, p. 383–397.

- avec S. Stoilow, (ro) Teoria funcțiilor de o variabilă complexă II, Bucarest, Ed. Acad. RPR, 1958. Traduction russe, Izd. I. L. Moskva, 1962.

- (ro) « Reprezentări cvasiconforme », dans Probleme moderne de teoria funcțiilor, Bucarest, Ed. Acad. RPR, 1965, p. 204–309.

- « Sur la théorie de Stoilow des recouvrements riemanniens », Enseignement mathématique, vol. 12(1),‎ 1966, p. 81–93.

- (en) « Partial differential equations related to extremal problems for quasiconformal mappings », dans Ordinary and Partial Differential Equations, Springer-Verlag, coll. « Lecture Notes in Mathematics » (no 415), 1974, p. 1-14.

- (de) Theorie der Funktionen mehrerer komplexer Veränderlicher, Berlin et Bâle, Verlag der Wissenschaften et Birkhäuser, 1976 et 1977.

- (en) « Morphisms of Klein surfaces and Stoilow's topological theory of analytic functions », dans Deformations of Mathematical Structures, Dordrecht, Kluwer, 1989, p. 235–246.

- avec O.E. Lehto et Th.M. Rassias, (en) Analysis and Topology, Singapour, World Scientific, 1998.